# Чорваш
Чорваш (угор. Csorvás) — місто в медьє Бекеш в Угорщині.
Місто займає площу 90,18 км², на якій проживає 5 738 жителів (2001). Місто з 2005 року.
Місто розташоване на автомобільній дорозі Бекешчаба — Орошгаза, за 22 км на захід від міста Бекешчаба, і за 16 км на схід від міста Орошгаза.